# Calvas de Montenegro
Calvas de Montenegro es un caserío peruano ubicado en el distrito de Ayabaca, perteneciente a la provincia homónima del departamento de Piura, al norte del Perú. 

## Ubicación
Calvas de Montenegro se ubica al noreste de la provincia de Ayabaca, en el distrito de Ayabaca, en el departamento de Piura.

## Demografía
En 2017 Calvas de Montenegro tenía una población de 109 habitantes.
| Gráfica de evolución demográfica de Calvas de Montenegro entre 1993 y 2017 |
|                                                                            |
| Fuentes: Población 1993 y 2017                                             |